# Chorągiew husarska litewska Tomasza Sapiehy
Chorągiew husarska litewska Tomasza Sapiehy – chorągiew husarska litewska połowy XVII wieku, okresu wojen ze Szwedami.
Szefem tej chorągwi był Tomasz Sapieha herbu Lis, który w 1632 roku stracił rękę na dworze Zygmunta III, w pojedynku z Jerzym Zenonowiczem; później wojewoda wendeński i nowogródzki, marszałek Trybunału Litewskiego.
Chorągiew wzięła udział w wojnie polsko rosyjskiej 1632 – 1634, w składzie Grupie Krzysztofa Radziwiłła (młodszego). We wrześniu 1633 roku liczyła 120 koni.